# Augit
Augit là một khoáng vật silicat mạch đơn có công thức hoác học (Ca,Na)(Mg,Fe,Al)(Si,Al)2O6. Các tinh thể kết tinh theo hệ đơn tà và lăng trụ. Augit có hai mặt cát khai đặc trưng hợp với nhau một góc gần bằng 90 độ.
Augit là một dung dịch rắn thuộc nhóm pyroxen. Diopsid và hedenbergit là hai khoáng vật cuối cùng trong dãi thay thế của augit, nhưng augit cũng có thể chứa một lượng đáng kể các nguyên tố như nhôm, titan, natri và các nguyên tố khác. Hàm lượng calci trong augit bị giới hạn bởi một khoảng trộn lẫn giữa nó, pigeonit và pyroxen thoi. Khi có mặt cùng với một trong các loại pyroxen khác, hàm lượng calci trong augit phụ thuộc vào nhiệt độ và áp suất, nhưng chủ yếu là nhiệt độ, do đó khoáng vật này là một dấu hiệu quan trọng trong việc thiết lập lại nhiệt độ lịch sử lúc hình thành các đá chứa nó. Khi nhiệt độ giảm, augite có thể tách ra thành pigeonit và/hoặc pyroxen thoi. Cũng có một khoảng trộn lẫn giữa augit và omphacit nhưng khoảng này hình thành ở nhiệt độ thấp hơn và người ta không biết nhiều về nó.
Augit được tìm thấy trong các đá mácma như gabro và bazan. Nó cũng có mặt trong các đá biến chất nhiệt độ tương đối cao như granulit mafic.